# Rete tranviaria di Vladivostok
La rete tranviaria di Vladivostok è la rete tranviaria che serve la città russa di Vladivostok. È composta da una linea.